# Armènia Wilsoniana

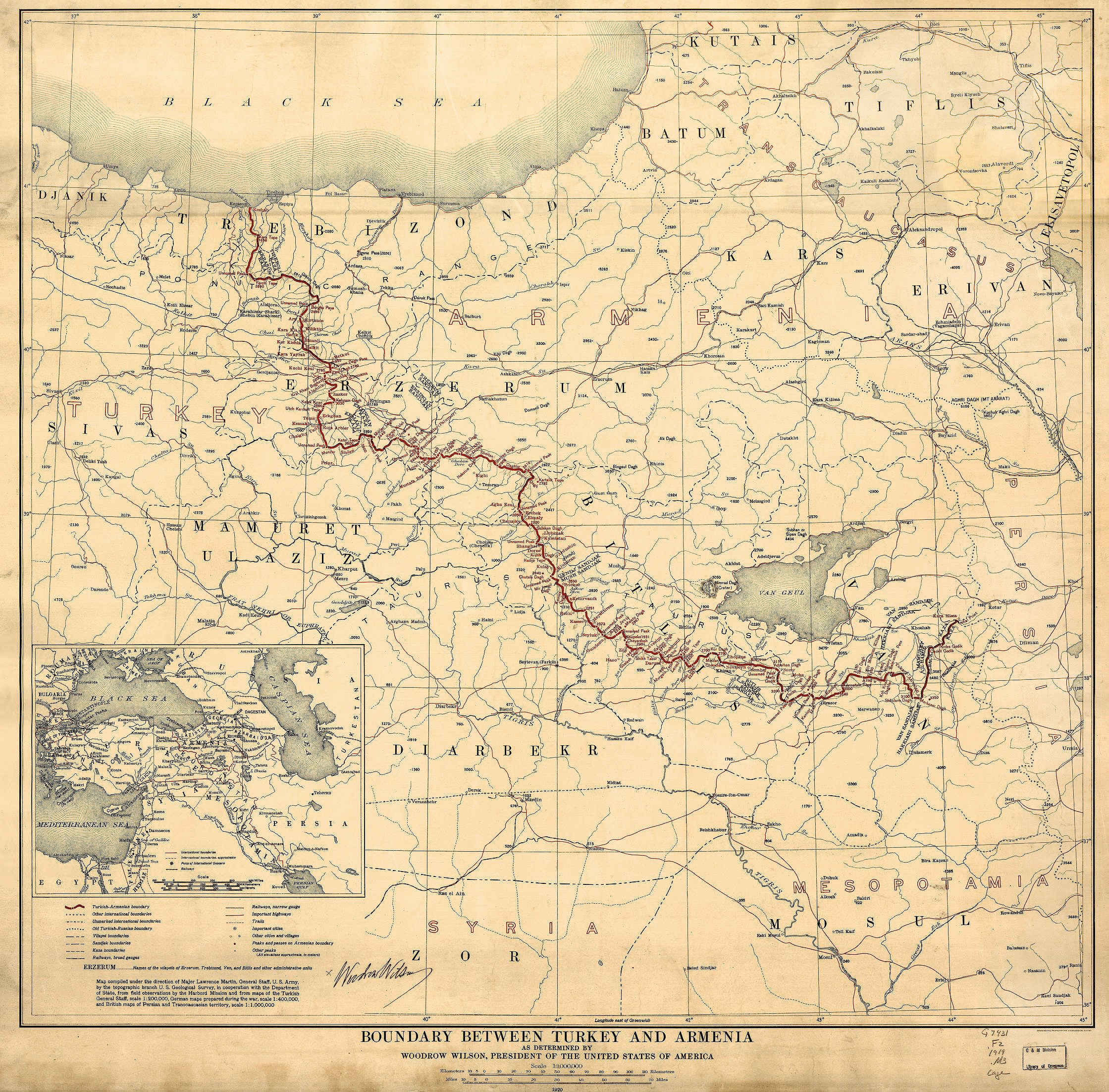
Armènia Wilsoniana com va ser promesa durant la divisió de l'Imperi Otomà en el Tractat de Sèvres.

L'Armènia Wilsoniana, es refereix al projecte d'estat armeni a costa de l'Imperi otomà durant la partició de l'Imperi Otomà i després de la seva derrotat en la Primera Guerra Mundial, segons el Tractat de Sèvres signat per Turquia i alguns dels aliats de la Primera Guerra Mundial, el 10 d'agost de 1920, -però que mai va ser ratificat- que va deixar la delimitació de la frontera en mans del President dels Estats Units Woodrow Wilson. El tractat final, no obstant això, no va ser signat pels Estats Units, i encara que acceptat per l'Imperi Otomà, va ser rebutjat pels turcs, donant lloc a una nova guerra.
El projecte d'estat, incorporava les províncies de Erzurum, Bitlis i Van, que eren parts de la regió denominada Armènia Otomana (coneguda també com l'Armènia Occidental). Aquesta regió es va ampliar cap al nord, fins a la zona oest de la província de Trebisonda per proporcionar a la República Democràtica d'Armènia una sortida al mar Negre pel port de Trebisonda.
La Guerra d'independència turca, en la qual els turcs van vèncer els armenis i als grecs, va obligar els aliats a tornar a la taula de negociacions abans de la ratificació del tractat. Les parts van signar i van ratificar el Tractat de Lausana el 1923, que va anul·lar el Tractat de Sèvres, i també va establir les actuals fronteres de Turquia. Les fronteres orientals les van obtenir per mitjà del tractat d'Aleksandrópol el 2 de novembre de 1920, i mitjançant el Tractat de Kars, signat el 23 d'octubre de 1921 i ratificat a Erevan l'11 de setembre de 1922, amb Armènia i la Unió Soviètica, confirmant el Tractat de Lausana. El Tractat de Lausana i articles relacionats no són reconeguts per l'actual govern de la República d'Armènia.

## Negociacions
Durant la Conferència de Londres, David Lloyd George va animar a Wilson a acceptar un mandat per Anatolia, i, en particular, amb el suport de la Diàspora armènia de les províncies reclamades per l'Administració d'Armènia Occidental. Wilson va enviar a la Comissió King-Crane i al general James Harbord a la regió per escoltar les reclamacions del Moviment Nacional Armeni, i per determinar si aquestes afirmacions eren compatibles amb els Catorze punts del President Wilson. 
El punt 12 deia:
"Seguretat de desenvolupament autònom de les nacionalitats no turques de l'Imperi otomà, i l'Estret dels Dardanelos lliures per a tota classe de vaixells."
La Comissió King-Crane va abordar la qüestió de si hauria d'haver-hi un estat armeni, i amb independència de si aquest estat hauria de ser creat amb un mandat dels Estats Units. La Comissió King-Crane va arribar a la conclusió que havia d'existir un estat armeni. S'ha assenyalat que els arguments que la Comissió ha proposat per justificar la creació d'un estat armeni van ser molt similars als arguments que més tard es donarien per a l'existència d'Israel, després de la Segona Guerra Mundial.

## Arguments armenis
La Federació Revolucionària d'Armènia (ARF), utilitzant la seva posició de dirigents del Moviment Nacional Armeni, va dir que "aquesta regió no havia de ser part de l'Imperi otomà". Van afirmar que "els armenis tenen la capacitat de construir un estat". Els armenis tenia el de facto el control d'una regió entorn de la província de Van de l'Imperi otomà durant gairebé 3 anys (1915-1918). ARF va declarar que era natural annexar aquesta regió a la República Democràtica d'Armènia (1918-1920), el primer establiment d'una estat modern d'Armènia, que es va crear després de la caiguda de l'Imperi rus.
Un altre argument desenvolupat durant aquest període va ser que la població armènia era cada vegada; els armenis no eren una minoria, sinó una pluralitat, i moure'ls a una altra zona havia de ser considerat com una opció. El 1917, uns 150.000 armenis es van traslladar a les províncies de Erzurum, Bitlis, Muş i Van. Els armenis van començar la construcció dels seus habitatges i la creació de les seves terres de cultiu.

## La conclusió de Wilson
Woodrow Wilson va acordar transferir el que es denominarà com "Armènia Wilsoniana" als armenis en el Tractat de Sèvres. Wilson en una carta d'acceptació (per marcar la frontera) en la Conferència de Pau de París en 1919, va dir: "El món espera dels armenis que donin tot l'alè i ajuda al seu abast als turcs refugiats que desitgin tornar a les seves antigues llars a les províncies de Trebisonda, Erzurum, Van, Bitlis i, recordant que aquests pobles, també, han sofert molt." Avui dia, com una continuació de la meta inicial, la creació d'un país lliure, independent, unit i consistent en tots els territoris designats com a Armènia Wilsoniana pel Tractat de Sèvres, així com les regions d'Artsakh, Javakhk, i Nakhichevan, és el primer objectiu de la Federació Revolucionària d'Armènia, independentment del fet que molts d'aquests territoris ara són ocupats pels pobles turc i kurd.

## Seqüela
En els següents mesos es demostrava que la Comissió King-Crane no havia analitzat adequadament la situació. Algunes fonts fins i tot afirmaven que ni tan sols hi va passar el temps suficient. El tractat d'Aleksandrópol i, a continuació, el Tractat de Kars van ser els primers bloquejos a la idea.